# Suyu

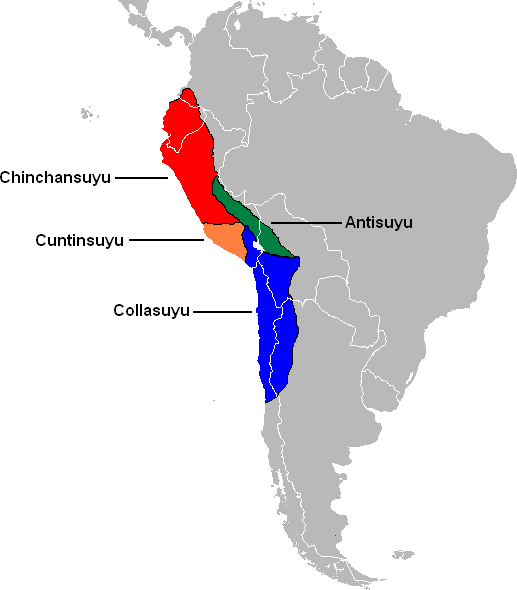
Tahuantinsuyu: Chinchaysuyu (en vermell), Antisuyu (en verd), Contisuyu (en groc) i Collasuyu (en blau).

Suyu (quítxua suyu, territori, país) era el nom que rebien els grans districtes en els que estaven agrupades les diverses províncies (wamanikuna) sota l'Imperi Inca. Al conjunt dels quatre seus integrants es coneixia com a Tahuantinsuyu.

## Govern
El govern del suyu estava a càrrec de l'emperador inca a través d'un governador delegat anomenat suyuyuq, que participava en el Consell Imperial.